# Amherst (Kolorado)
Amherst – jednostka osadnicza w Stanach Zjednoczonych, w stanie Kolorado, w hrabstwie Phillips.